# 32616 Nadinehan
32616 Nadinehan este o planetă minoră (asteroid), cu un diametru de 2,968 km, din centura de asteroizi. A fost descoperită pe 19 august 2001 la Experimental Test Site⁠(d) de Lincoln Near-Earth Asteroid Research. 
Obiectul prezintă o orbită caracterizată de o semiaxă mare de 2,7348367 UAi, o excentricitate de 0,06, o înclinație de 6,30548 ° în raport cu ecliptica.